# 남진례 나들목
남진례 나들목(S.Jillye IC)은 경상남도 김해시 진례면 산본리에 설치된 남해고속도로제3지선의 3번 나들목이다. 지방도 제1042호선을 통해 진례면, 주촌면 및 김해시내 등지로 진출할 수 있으며, 2017년 1월 13일에 개통되었다. 김해 방향 진출과 창원 방향 진입만 가능하다. 건설 당시 가칭은 산본 나들목이었다.

## 연혁
- 2012년 4월 19일 : 부산항신항 제2배후도로 건설로 나들목 신설을 위해 김해시 도시계획시설 교통광장에 진례면 산본리 일원을 산본 나들목으로 고시[1]
- 2017년 1월 13일 : 남해고속도로제3지선(부산항신항고속도로) 개통과 함께 남진례 나들목으로 영업 개시[2]

## 구조물 정보
- 위치: 경상남도 김해시 진례면 산본리
- 영업소: 경상남도 김해시 진례면 서부로 987

## 접속하는 도로
- 지방도 제1042호선 (서부로)

## 교통량 정보
| 요금소          | 통행량 (대/일) | 통행량 (대/일) | 통행량 (대/일) | 각주  |
| 요금소          | 2017년         | 2018년         | 2019년         | 각주  |
| --------------- | -------------- | -------------- | -------------- | ----- |
| 남진례 (폐쇄식) | 11             | 20             | 14             | [ 3 ] |